# Psiadia agathaeoides
Psiadia agathaeoides là một loài thực vật có hoa trong họ Cúc. Loài này được (Cass.) Drake miêu tả khoa học đầu tiên năm 1903.